# Lo Nostre
Lo Nuestro (en valenciano: Lo Nostre o LoNostre) es un partido político español de ámbito valenciano creado en 2020. Su presidente es Tomás Melià y su secretario general es Luis Miguel Álvaro.
Se autodefine como un partido regional y nacional cuyo desarrollo de actividad política lo lleva a cabo en la Unión Europea.

## Historia
Lo Nostre se fundó el 20 de noviembre de 2020, siendo nombrados Tomás Meliá Alapont como presidente, Salvador Catelló Mocholí como vicepresidente, Luis Miguel Álvaro Tamarit como secretario y Benjamín Soriano Alamar como tesorero. Se registró como partido el 22 de enero de 2021.
El partido tiene planeado presentarse a las Elecciones a las Cortes Valencianas en 2023 y a las elecciones locales.[cita requerida]

### Elecciones a las Cortes Valencianas de 2023yElecciones municipales de la Comunidad Valenciana de 2023
Se presentan dentro de la coalición Coalición Unidos (en valenciano, « Coalició Units»), más conocida simplemente como Units, es una coalición política española de ámbito valenciano, creada por Contigo Somos Democracia, Lo Nostre y Valencia Unida. Coalición electoral para participar conjuntamente en las Elecciones a las Cortes Valencianas de 2023 y Elecciones municipales de la Comunidad Valenciana de 2023.

## Ideología
Se autodefine como un partido valencianista y "con la finalidad de defender la historia y cultura Valenciana en armonía con la de sus territorios Castellón, Valencia y Alicante, junto con sus símbolos de identidad, lengua, himno Regional, Real Señera y la existencia de sus lenguas en su territorio, la valenciana y la castellana".
Su política económica es de corte socioliberal, ya que propugna propuestas de libre mercado teniendo en cuenta la igualdad de oportunidades a nivel laboral y el apoyo a las PYMEs, la ayuda económica al turismo y la hostelería, y la cooperación con empresas privadas.